# 菜寮站
25°03′36″N 121°29′30″E / 25.06000°N 121.49167°E
菜寮站位於台灣新北市三重區，為台北捷運中和新蘆線（新莊線）的捷運車站。

## 車站概要

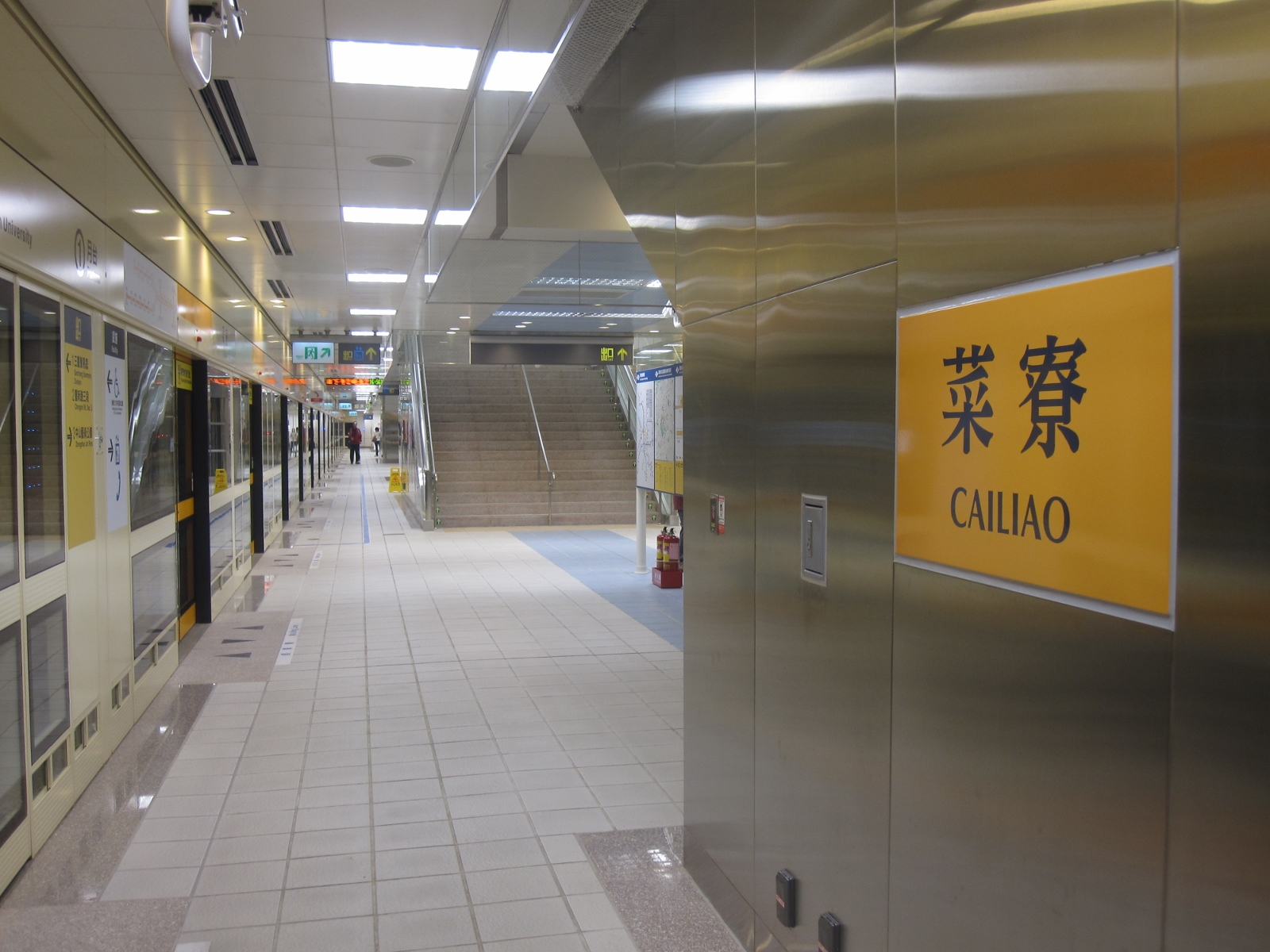
站名牌

車站接近三重的行政中樞，位於三重主幹路之一重新路，接近與中正南北路、新北大道一段的交叉口，以及過圳街、重安街的交叉口，車站編號為O14。
本站位於重新路三段，中正南路高架橋與光明路之間，車站一帶自昔即稱為菜寮，在三重叫作三重埔以前即有。早期當地菜園甚多，農人置放農具或居住此地，普遍在菜園搭建草寮，故名「菜寮」，當地居民和當地代表人士建議命名為「菜寮站」。由於過去的三重埔環河南路、中正南路附近的豆厝已經拆除，「新北市立醫院」為車站副站名。
在站名播報方面，因台語「菜寮」（台語讀音：Tshài-liâu）與華語讀音相同，乍聽之下易誤以為華語的「菜寮」播報兩次。

## 車站構造
地下二層車站，站體長222.85公尺，寬21.15公尺，深度19公尺，一個島式月台，三個出入口。

### 車站樓層
| 地面      | 出入口             | 出入口                                   |
| 地下 一樓 | 大廳層             | 車站大廳、詢問處、自動售票機、驗票閘門   |
| 地下 一樓 | 大廳層             | 洗手間                                   |
| 地下 二樓 | 一月台             | ← 中和新蘆線 往迴龍方向（O15 三重站）    |
| 地下 二樓 | 島式月台，左側開門 |                                          |
| 地下 二樓 | 二月台             | 中和新蘆線 往南勢角方向（O13 台北橋站）→ |

### 車站出口
出口1、2位於車站南端，出口3位於車站北端，無障礙電梯位於出口2。
| 出入口               | 圖片 | 位置                                                 |
| -------------------- | ---- | ---------------------------------------------------- |
| 出入口1              |      | 三重簡易庭                                           |
| 出入口2 · 設有手扶梯 |      | 重新路三段                                           |
| 出入口3 · 設有手扶梯 |      | 中山藝術公園（新北市立聯合醫院三重院區、急重症大樓） |
| 註： 設有手扶梯      |      |                                                      |

## 歷史
- 2012年1月5日：新莊線菜寮站隨著新莊線「輔大－大橋頭」段正式通車而啟用。[3][4][5]（p. 230）。
- 2013年6月29日：新莊線全線通車至迴龍站[5]（p. 230）。
- 2014年1月13日：菜寮站捷運共構宅昨下午2時發生鷹架倒塌意外，大量鐵條自高空墜落。
- 2023年1月13日：本站1號出口為配合增設電扶梯工程於即日起暫時封閉。[6]
- 2024年5月31日：本站重置後的1號出口重新開放。[7]

## 利用狀況
根據2024年12月資料，本站每日旅運量約為20,833，在台北捷運各站中排行第80名。
| 年   | 年間      | 年間      | 年間      | 年間  | 單日平均 | 單日平均 |
| 年   | 上車      | 下車      | 上下車計  | 來源  | 上車     | 上下車   |
| ---- | --------- | --------- | --------- | ----- | -------- | -------- |
| 2012 | 1,937,540 | 1,878,435 | 3,815,975 | [ 8 ] | 5,352    | 10,541   |
| 2013 | 2,440,872 | 2,326,902 | 4,767,774 | [ 8 ] | 6,687    | 13,062   |
| 2014 | 2,802,114 | 2,672,765 | 5,474,879 | [ 8 ] | 7,677    | 15,000   |
| 2015 | 3,072,501 | 2,944,152 | 6,016,653 | [ 8 ] | 8,418    | 16,484   |
| 2016 | 3,323,511 | 3,207,697 | 6,531,208 | [ 8 ] | 9,081    | 17,845   |
| 2017 | 3,373,339 | 3,325,929 | 6,699,268 | [ 8 ] | 9,242    | 18,354   |
| 2018 | 3,449,004 | 3,399,210 | 6,848,214 | [ 8 ] | 9,449    | 18,762   |

## 車站周邊
- 新北市三重區行政大樓
- 新北市立聯合醫院三重院區

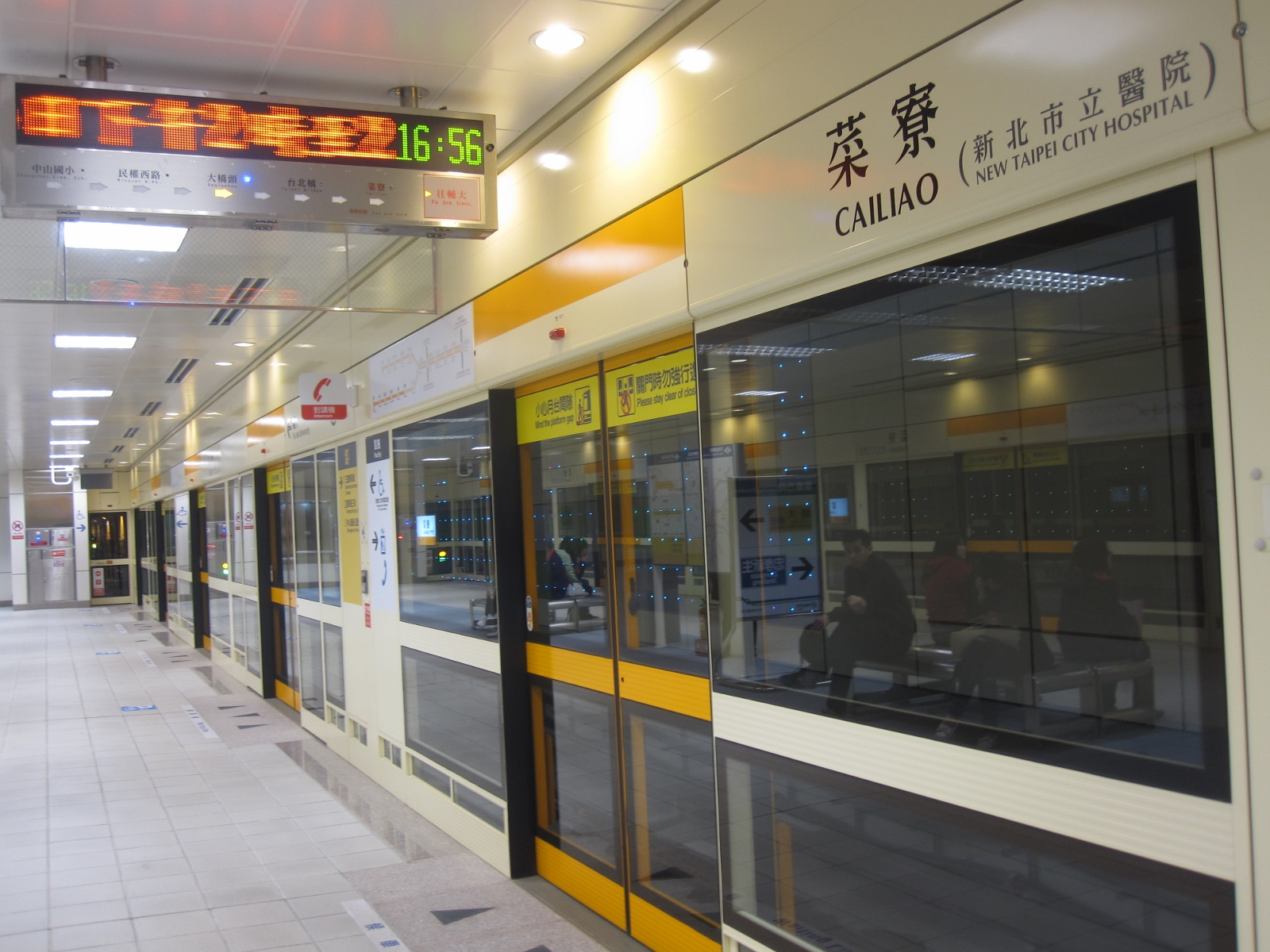
一月台

- 新北市公共自行車租賃系統 捷運菜寮站(3號出口)
- 新北市三重區綜合運動場
- 林榮三文化公益基金會 (位於本站與台北橋站間)
- 過圳公園
- 新北市三重區集美國民小學
- 新北市立三重高級中學
- 新北市立明志國民中學
- 新北市三重區修德國民小學

## 公車資訊
| 編號     | 經營業者   | 區間                       | 備註                                            |
| -------- | ---------- | -------------------------- | ----------------------------------------------- |
| 忠孝幹線 | 三重客運   | 蘆洲－松山車站             | 行經忠孝橋。                                    |
| 14       | 大都會客運 | 蘆洲－台北車站             |                                                 |
| 62       | 首都客運   | 三重－東園                 | 屬於新北市區公車。                              |
| 111      | 三重客運   | 新莊－陽明山第二停車場     | 例假日行駛。                                    |
| 221      | 三重客運   | 蘆洲－台北車站             |                                                 |
| 227      | 中興巴士   | 三重－永和                 |                                                 |
| 264      | 台北客運   | 捷運蘆洲站－板橋           | 屬於新北市區公車。                              |
| 292      | 首都客運   | 二重－捷運麟光站           | 返程行經世貿中心。                              |
| 292副線  | 首都客運   | 二重－捷運麟光站           | 返程行經通化街。                                |
| 616      | 中興巴士   | 泰山（黎明技術學院）－天母 |                                                 |
| 636      | 三重客運   | 迴龍－捷運中山站           | 屬於新北市區公車。                              |
| 638      | 三重客運   | 五股－捷運南京復興站       | 屬於新北市區公車。                              |
| 639      | 三重客運   | 樹林－北門                 | 屬於新北市區公車。                              |
| 662      | 首都客運   | 三重－一女中               |                                                 |
| 801      | 指南客運   | 五股－松山機場             | 直行五股成泰路、泰山明志路。 屬於新北市區公車。 |
| 803      | 指南客運   | 五股－松山機場             | 行經貿商二村、泰山泰林路。 屬於新北市區公車。   |
| 820      | 中興巴士   | 泰山－捷運民權西路站       | 屬於新北市區公車。                              |
| 857      | 三重客運   | 淡海－板橋                 | 回程停靠此站。 屬於新北市區公車。               |
| F301     | 三重區公所 | 三重區公所－中山藝術公園   | 屬於新北市三重區免費公車。                      |
| 1212     | 三重客運   | 桃園－三重                 | 屬於國道客運。                                  |
| 1803     | 國光客運   | 基隆－中壢                 | 屬於國道客運。                                  |

## 腳註

### 來源資料
1. 1 2  . 臺北大眾捷運股份有限公司. 2021-01-15.
2. ↑  捷運車站建築設計後續路網 新莊線-縣轄段各車站透視圖說明（页面存档备份，存于）
3. ↑  台北大眾捷運股份有限公司 ─ 郝龍斌、朱立倫共同宣布捷運新莊線大橋頭站至輔大站將於元月5日正式通車，並比照蘆洲線模式，實施1個月的試乘優惠措施.臺北大眾捷運股份有限公司.2012-01-03 的存檔，存档日期2012-01-08.
4. ↑  新莊線 5日下午2時通車 （页面存档备份，存于）.中央社即時新聞.2012-01-02
5. 1 2  徐榮崇. . 臺北市文獻委員會. 2015年12月  [2020-01-05]. ISBN 9789860469875. （原始内容存档于2020-12-07）.
6. ↑  配合臺北市政府捷運工程局電扶梯改善工程 三重站3號及菜寮站1號出口 10日起陸續暫時封閉 https://www.metro.taipei/News_Content.aspx?n=38AE95F4CEEDCBB6&sms=78D644F2755ACCAA&s=F90A6E613A5B96BA （页面存档备份，存于）
7. ↑  捷運中和新蘆線菜寮站1號出入口 雙向電扶梯增設工程完工5月31日開放啟用 https://www.dorts.gov.taipei/News_Content.aspx?n=41977EB83537C82B&sms=72544237BBE4C5F6&s=B0A93BA18A8EEF9C （页面存档备份，存于）
8. ↑  臺北捷運公司. . 2019-02-26  [2019-08-10]. （原始内容存档于2020-11-28）. 臺北市統計資料庫查詢系統

## 外部連結
- 臺北大眾捷運股份有限公司 （页面存档备份，存于）
- 臺北市政府捷運工程局 （页面存档备份，存于）
- 菜寮站位置圖（台北捷運公司） （页面存档备份，存于）
- 菜寮站車站剖面相關位置圖（台北捷運公司） （页面存档备份，存于）
- 販賣店現況 （页面存档备份，存于）